# David Miège
Pour les articles homonymes, voir Miège (homonymie).
David Miège, né le 3 février 1968 à Aix-en-Provence, est un dessinateur, journaliste, peintre et illustrateur français. Il est le fondateur de l'association Délit d'images.

## Biographie
Formé aux Instituts des Beaux-Arts d’Aix et de Versailles, il devient dessinateur de presse en 1993, chez Minute.
Il a publié ensuite ses dessins dans des journaux et médias comme Légitimiste, Le Magazine des livres, L'Hebdo de la BD, Le Cri du contribuable, Les 4 Vérités hebdo, L'Homme nouveau, Monde & Vie, Nouvelles de France, Chroniques d'actualité ou encore Présent, puis Rivarol[réf. nécessaire].

## Œuvre
- 1997 : Un instant d'éternité, Imagine Créations, 36 p.
- 1997 : Le complexe d'Icare, CLC
- 2001 : Blanc comme Miège (préf. Olivier Germain, postf. Yves-Marie Adeline), Sicre éd., 105 p.  (ISBN 2-914352-37-9)
- 2004 : Miège en liberté (préf. Alain Sanders), éd. de Paris, 71 p.  (ISBN 2-85162-102-5)
- 2009 : Planète bling-bling !, Les 4 Vérités éd., 109 p.  (ISBN 978-2-9533663-1-0)
- 2012 : L'Europe vagabonde, Muller